# Долины Маринер
Долины Маринер, или долины Маринера (лат. Valles Marineris) — гигантская система каньонов на Марсе. Обнаружена в 1971—1972 годах космическим аппаратом «Маринер-9»; в 1973 году по предложению Уильяма Пикеринга названа в честь программы «Маринер». Тянется от провинции Фарсида на юго-восток.

## Основные характеристики
Долины Маринер имеют длину 4500 км (четверть окружности планеты), ширину до 600 км (в среднем 200) и глубину до 11 км. Эта система каньонов превышает знаменитый Большой каньон в 10 раз по длине, примерно в 20 — по ширине и в 7 — по глубине, и является самым крупным известным каньоном в Солнечной системе (почти столь же глубок каньон Арго на спутнике Плутона — Хароне).
Долины Маринер разделяют на несколько регионов. На западе это лабиринт Ночи, восточнее находятся каньоны Титона и Ио, затем — Мелас, Кандор и Офир, затем Копрат, далее Ганг, Эос и Капри, переходящие в хаосы (районы хаотичного рельефа), соединяющиеся с равниной Хриса.
Эпицентр марсотрясения магнитудой 4,2 балла по шкале Рихтера, зафиксированного 25 августа 2021 года сейсмометром SEIS зонда InSight, находился, возможно, в долинах Маринер.

## Формирование

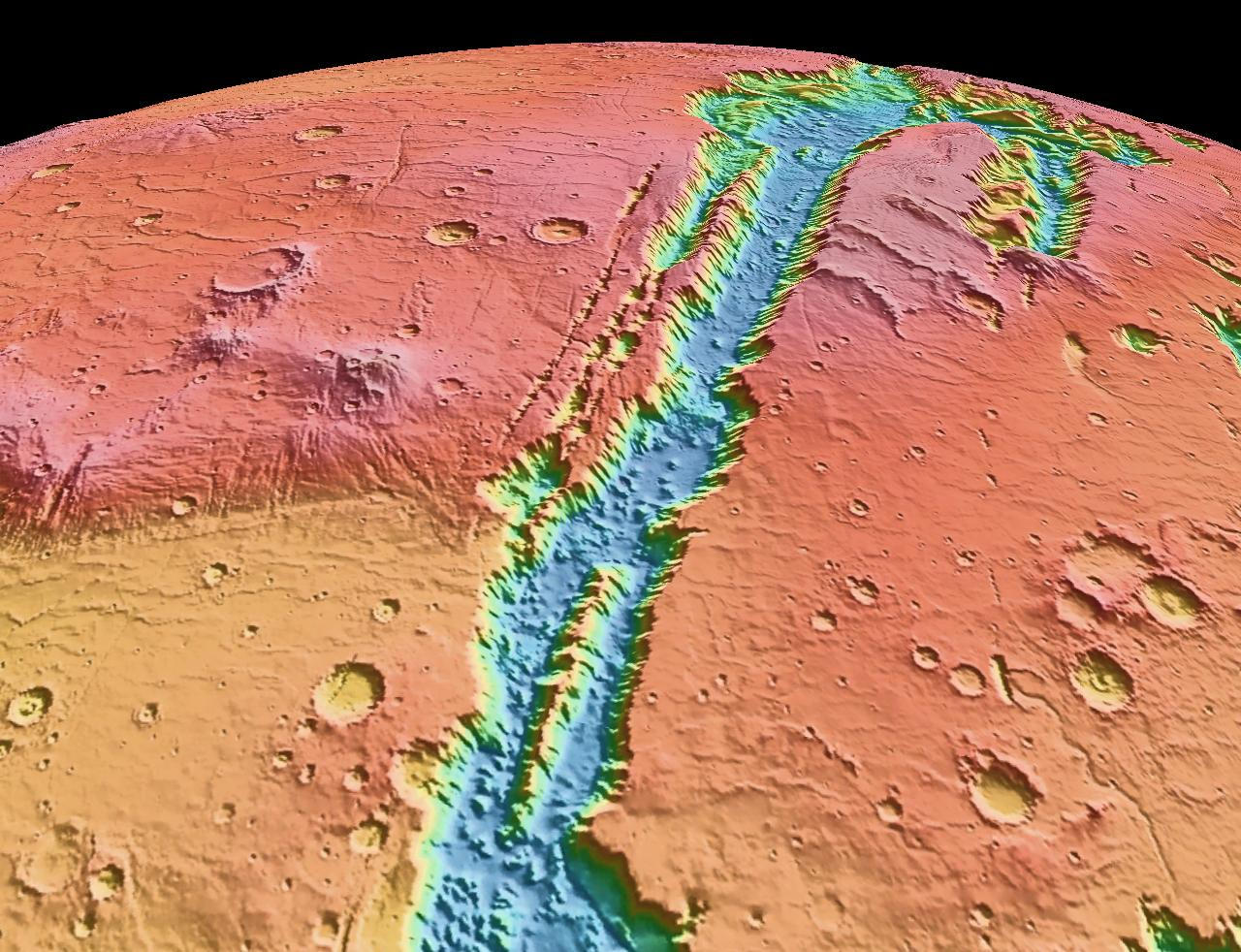
Карта высот долин Маринер. Построена по альтиметрическим данным, полученным лазерным высотомером MOLA, который установлен на спутнике Марса «Mars Global Surveyor». Видны: каньон Копрат, каньон Мелас вверху снимка, каньон Кандор в верхней правой области кадра и часть каньона Капри — в нижней области изображения

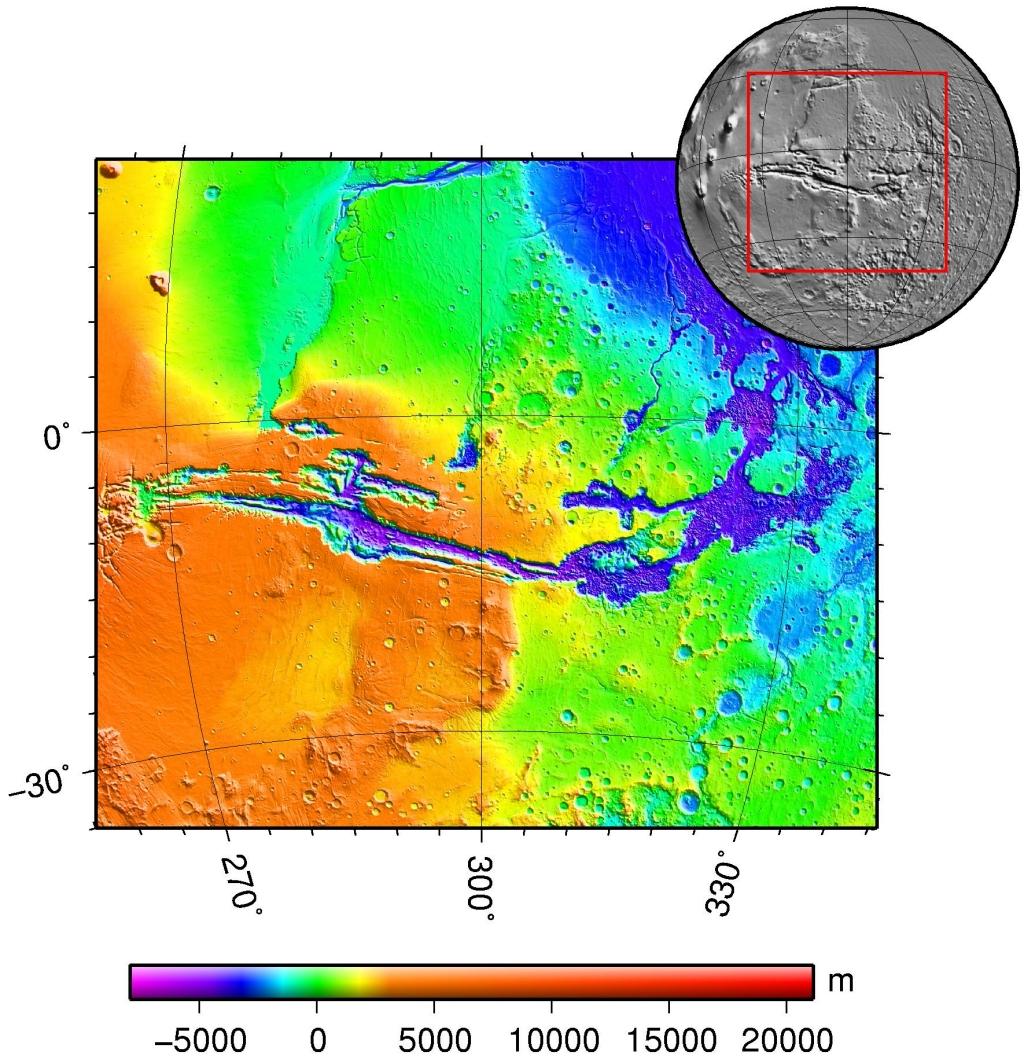
Топографическая карта долин Маринер, построенная по данным лазерного высотомера MOLA

Большинство исследователей полагают, что долины Маринер образовались на ранних этапах формирования Марса в результате остывания планеты[прояснить]. Ширина каньонов со временем увеличилась в результате эрозии. Возможно, эти долины сформировались в результате процесса, схожего с появлением рифтового разлома в Восточной Африке.
Ранее высказывалось множество других теорий о формировании долин Маринер. Первоначально превалировала гипотеза о том, что это часть системы марсианских каналов, однако с постройкой во второй половине XX века мощных телескопов от этой идеи пришлось отказаться. В 1970-е годы полагали, что каньоны образовались в результате водной эрозии либо термокарстовой активности, связанных с таянием вечной мерзлоты. Эта гипотеза тоже признана неудовлетворительной. Кроме того, в 1972 была высказана идея о том, что долины Маринера сформировались в результате ухода подповерхностной магмы.
Образование долин Маринер, возможно, связано с формированием расположенной по соседству провинции Фарсида и извержениями гигантских вулканов, находящихся в ней. Ещё одна гипотеза связывает появление долин Маринер с падением гигантского метеорита на противоположной стороне Марса, образовавшим равнины Эллада и/или Исида.
Лабиринт Ночи, видимо, образовался в ходе тектонических процессов — растяжения и растрескивания поверхности. Его долины представляют собой грабены. Немного к югу от той точки, где Лабиринт переходит в гигантские каньоны, расположен кратер Аудеманс. Удар метеорита в этом месте мог растопить лёд и/или твёрдую углекислоту. К северу от кратера в долинах Маринер имеется местность с бороздками и выемками, образовавшимися, как полагают, при перемещении льда или жидкости. Здесь же находятся небольшие конусообразные горы, предположительно — потухшие вулканы.
Регион Хриса, вероятно, образовался при мощном наводнении.

## Регионы долин Маринер

### Лабиринт Ночи
Лабиринт Ночи — это местность, изрезанная множеством пересекающихся каньонов. Он находится с западного края долин Маринер, соединяя их с северным концом борозд Кларитас, и расположен на 11-километровом поднятии, которое на западе переходит в нагорье Фарсида. На юге лабиринт Ночи граничит с плато Сирия, на юго-востоке — с плато Синай и плато Солнца. С севера от него отходят многочисленные борозды, получившие название «борозды Ночи», с юго-запада — система борозд Кларитас, а с востока — каньон Ио и каньон Титона. Кроме того, с юго-восточной стороной лабиринта Ночи сливается частично разрушенный 124-километровый кратер Аудеманс.
Долины и каньоны проходят между массивными блоками, состоящими в своей основе из древних материалов. Однако верхний трещиноватый слой большинства блоков имеет, вероятно, более позднее вулканическое происхождение (ассоциируемое с вулканами в провинции Фарсида). Стенки блоков состоят из сплошного, однородного материала. Поверхность между блоками местами гладкая, местами неровная. Неровная поверхность в большей степени характерна для восточной части лабиринта. Возможно, неровности связаны с ветровыми наносами поверх неоднородного ландшафта и эрозией, возможно это обломки стенок. Гладкие участки могли образоваться в результате ветряных наносов. Следов водных потоков в окрестностях лабиринта Ночи не найдено.

### Каньоны Титона и Ио

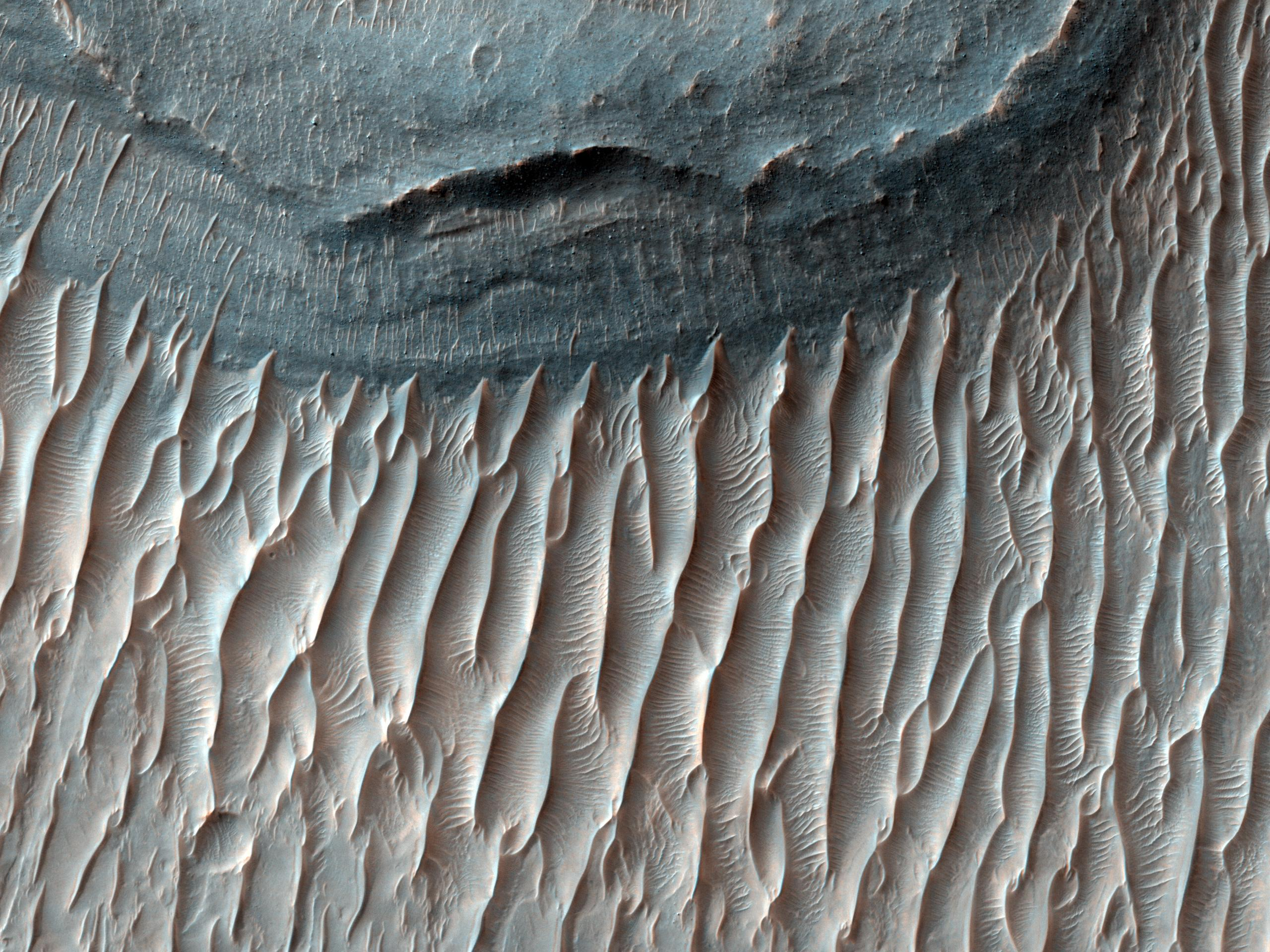
Каньон Ио. Снимок спутника «Mars Reconnaissance Orbiter»

Каньон Ио начинается на северной оконечности кратера Аудеманс и тянется на восток. Каньон Титона расположен севернее, параллельно каньону Ио. Внутри каньона Ио (немного ближе к южной стене) проходят горы Герион. Дно каньона Ио состоит из материала оползней с его склонов. Предполагается, что когда-то каньон был у́же и глубже, однако со временем он заполнялся породой, осыпавшейся со стенок. На дне нет кратеров и следов эрозии. Стенки этого каньона (в основном южная сторона) прорезаны короткими долинами меридионального направления. Эти долины напоминают образования на земном плато Колорадо около Большого каньона, сформировавшиеся в результате выхода подземных вод и последующей эрозии.
Каньон Титона похож на каньон Ио, но есть и различия. В частности, на стенках нет такого количества долин, а некоторые участки дна имеют следы ветровой эрозии (предположительно эрозии подвергается выпавший вулканический пепел).
Местность между каньонами Титона и Ио покрыта лавой и наслоениями, связанными с расширением провинции Фарсида.

### Каньоны Мелас, Офир и Кандор

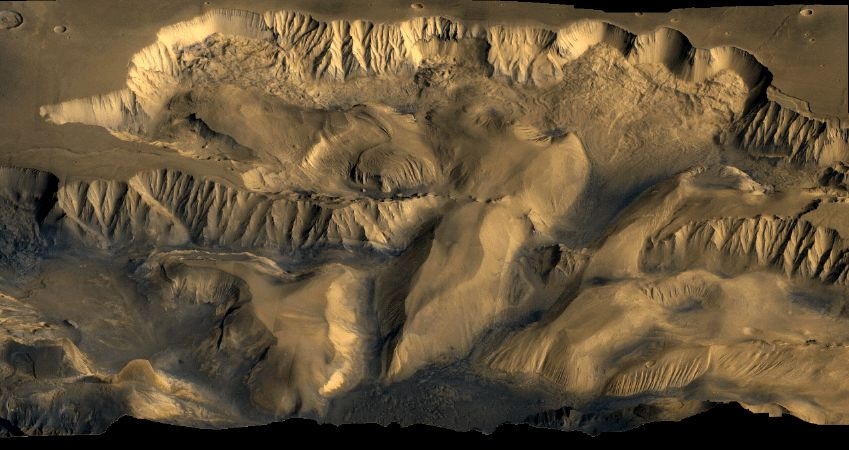
Каньоны Офир (в верхней части картинки) и Кандор (на переднем плане). Составное изображение, сделанное из снимков «Викинга». Размер области — 800 км

Следующая часть долин Маринер состоит из трёх каньонов (с севера на юг): Мелас, Офир и Кандор. Мелас — восточное продолжение Ио, Кандор (к северу от Меласа) — продолжение каньона Титона, Офир — овал с северной стороны Кандора. Все три каньона соединяются.
Дно этих расщелин имеет существенный перепад высот.
Дно каньона Мелас покрыто, как полагают, вулканическим пеплом, подвергшимся ветровой эрозии. Кроме того, оно состоит из материала разрушившихся стенок. Вдоль склонов каньона лежит обвалившаяся порода.
В каньоне Мелас расположена самая глубокая точка на Марсе — 11 км ниже окружающей долину поверхности.
Дно между каньонами Мелас и Кандор имеет бороздчатую поверхность. Это может объясняться наносами и другими особенностями, связанными с перемещением льда или жидкости. Здесь же имеется много материала вулканического происхождения в том числе со следами ветровой эрозии. Встречаются также пики, состоящие из той же породы, что и стенки каньона.

### Каньон Копрат
Далее к востоку система каньонов переходит в каньон Копрат, очень похожий на каньоны Ио и Титона. Его особенность — наличие в восточной части наносов и следов ветрового воздействия. Кроме того, на склонах Копрат, как и у Ио, видны слоистые отложения, причём у Копрат они более выражены. Эти отложения предшествовали образованию долин Маринер и предполагалось, что они имеют осадочное происхождение. После получения данных Mars Global Surveyor высказывались гипотезы, что слоистость образовалась благодаря наслоениям вулканического происхождения либо в результате нахождения на дне бассейнов с жидкой или замёрзшей водой. Выдвигалось также предположение о ветровых наносах, однако вряд ли ветровой материал является доминирующим в этих слоистых отложениях. Кроме того, замечено, что верхние слои, как правило, гораздо тоньше нижних, что может объясняться их разным происхождением.
Слоистость обнаружена также на дне каньона Копрат. На Земле такого рода структуры образуются из осадочных пород, которые постепенно накапливаются на дне больших водоёмов. Точно также слоистые пласты на Марсе могут состоять из осадочных пород, образовавшихся на дне древних озёр и морей. Однако исследователи призывают относиться к этой гипотезе с осторожностью, поскольку слоистая структура может быть обязана своим появлением совершенно иным процессам. Тем не менее, из-за возможной связи между ископаемыми остатками живых организмов и водой, пласты, подобные изображённым здесь, представляются наиболее подходящих местом для будущих поисков жизни на Марсе.
Анализ слоистых структур помогает понять раннюю геологическую историю Марса.

### Каньоны Эос и Ганг
Далее к востоку расположены Эос, Капри и Ганг. В восточной части Эос есть обтекаемые полосы и бороздки. Предположительно они образовались под воздействием потоков жидкости. Каньон Ганг на западе кончается слепо. Его дно состоит в основном из наносных отложений (материал которых происходит из разрушающихся стен).

### Равнина Хриса
Далее к востоку долины Маринер переходят в ряд хаосов, а они, в свою очередь, — в равнину Хриса, куда 20 июля 1976 года совершил посадку спускаемый аппарат Викинга-1. Равнина Хриса расположена лишь на километр выше самой нижней точки долин Маринер. Здесь находится хаотичная местность, напоминающая структуру в восточной части штата Вашингтон. Эта земная структура образовалась в плейстоцене, вероятно, в результате катастрофических наводнений при прорывах ледниковой «дамбы» водами озера Мизула. И в Хрисе и в Вашингтоне имеются слёзовидные «острова», длинные протоки, плоские поверхности на разных уровнях.

## Облака и туман

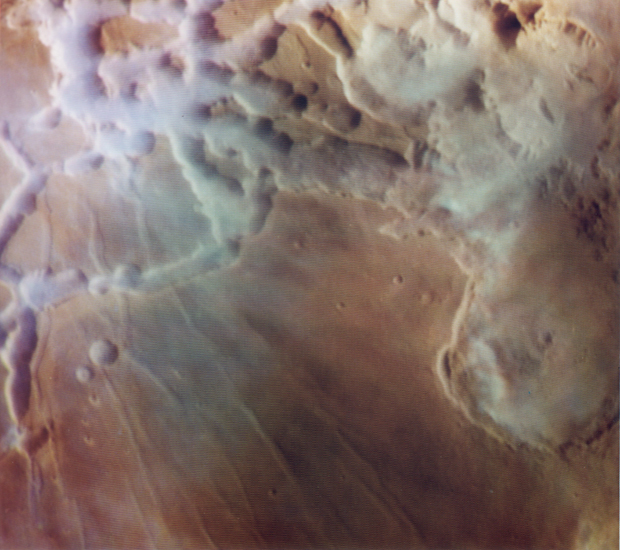
Утренний туман над лабиринтом Ночи. Справа внизу — кратер Аудеманс. Снимок «Викинга-1» (1976)

Когда Марс находится вблизи перигелия, над долинами Маринер появляются высокие (40—50 км) облака. Восточный ветер вытягивает их вдоль экватора и сносит к западу, где они постепенно размываются. Их длина достигает нескольких сотен (до тысячи) километров, а ширина — нескольких десятков. Состоят они, судя по условиям в этих слоях атмосферы, из водяного льда. Они довольно густые и отбрасывают на поверхность хорошо заметные тени. Их появление объясняют тем, что неровности рельефа вносят возмущения в воздушные потоки, направляя их вверх. Там они охлаждаются, а содержащийся в них водяной пар конденсируется.
Кроме того, утром над лабиринтом Ночи поднимается туман, состоящий тоже из кристалликов водяного льда. Причина этого точно не известна. Возможно, дело в том, что западные склоны долин вечером служат ловушками водяного пара (как самые холодные места в это время суток), а утром, становясь самыми тёплыми местами, отдают этот пар. Поднимаясь и охлаждаясь, он конденсируется в кристаллики.